# Fabien Debecq
Fabien Debecq (Charleroi, 6 juli 1963) is een Belgisch gewezen bodybuilder en huidig voorzitter van voetbalclub Sporting Charleroi. Daarnaast is Debecq ook hoofd van het bedrijf Quality Nutrition Technology (QNT).

## Biografie
Fabien Debecq groeide op in Charleroi en speelde als kind voor de jeugd van Olympic Charleroi. Tot profvoetballer schopte hij het echter nooit. Debecq werd op latere leeftijd bodybuilder. In die sport behoorde hij in de amateurafdelingen tot de Europese top en werd hij zowel Belgisch als Europees kampioen. In 1988 richtte hij Quality Nutrition Technology op, een bedrijf dat gespecialiseerd is in voedingssupplementen voor sporters.
Begin september 2012 volgde hij Abbas Bayat op als voorzitter van voetbalclub Sporting Charleroi. Hij kocht de aandelen van de Iraniër over voor zo'n 5 à 6 miljoen euro. Mehdi Bayat, de neef van Debecqs voorganger, bleef ook na het vertrek van zijn oom manager van de Zebra's. Debecq en Mehdi Bayat kenden elkaar al van voor de overname.